# Pachysphinx imperator
Pachysphinx imperator är en fjärilsart som beskrevs av John Kern Strecker 1878. Pachysphinx imperator ingår i släktet Pachysphinx och familjen svärmare. Inga underarter finns listade i Catalogue of Life.